# Águia-serrana
Bútio-de-peito-preto ou águia-serrana (Geranoaetus melanoleucus) é uma águia encontrada em regiões campestres e montanhosas. Sua área de distribuição inclui a Cordilheira dos Andes da Terra do Fogo até a Colômbia e Venezuela, expandindo-se daí para o leste de modo a atingir o norte da Argentina e sul do Brasil, onde é tida como uma espécie rara e incluída na lista de animais ameaçados do IBAMA - mas não na da IUCN. É encontrada isoladamente em outras regiões brasileiras, como Sudeste, Centro-Oeste e Nordeste. Também é conhecida pelo nome de gavião-de-serra ou gavião-pé-de-serra,Águia chilena. e na Região Nordeste do Brasil é conhecida pelo nome popular de turuna ou gavião-turuna.
A águia-serrana pode ser encontrada nas montanhas da Chapada Diamantina - Bahia, nomeadamente na Serra do Sincorá onde está localizado o Parque Nacional da Chapada Diamantina e na Serra Branca, município de Floresta, Pernambuco, onde há sua reprodução. Pode ser encontrada também, em reprodução, na serra do Pará na Vila do Pará, no município de Santa Cruz do Capibaribe - PE, bem como na serra do Pico do Yayu na cidade de Santa Luzia - PB, no município de Congo - PB, na serra da Engabelada, no município de Bonito - PE, no município de Barra De Guabiraba - PE, município de Caruaru - PE e regiões.
Esta espécie tem sido encontrada de forma relativamente abundante no estado de Minas Gerais há décadas, onde procura paredões rochosos para nidificar. Pode ser vista sobrevoando os céus da Serra da Canastra e também nas serras próximas às cidades de Lavras e São João Del Rei.

## Características
Atinge aproximadamente 68 cm de comprimento, possui quase dois metros de envergadura, é dotada de asas compridas e largas e cauda curta.
A águia-serrana é identificada no voo por sua cauda em forma de cunha curta, que se projeta mal em suas asas longas e largas. Plana muito próximo a áreas montanhosas onde fica por muito tempo planando à procura de comida.

## Subespécies
São reconhecidas duas subespécies:
- Geranoaetus melanoleucus melanoleucus (Vieillot, 1819) - ocorre do Sudeste do Brasil até o Paraguai, Uruguai e no nordeste da Argentina;
- Geranoaetus melanoleucus australis (Swann, 1922) - ocorre na cordilheira dos Andes do oeste da Venezuela até a Terra do Fogo.

## Alimentação
A águia-serrana é uma espécie campestre e tem por hábito caçar em áreas abertas, sobretudo nos topos de serra, campos e pastagens adjacentes e nas áreas de cerrado. Sua agilidade lhe confere capacidade para capturar presas velozes em voo, como andorinhões e pombos selvagens, bem como abater no solo codornas, inhambus e perdizes. Além de aves, preda mamíferos de pequeno e médio porte, como roedores, furões e tatus, estando incluídos em sua dieta também répteis e anfíbios. Oportunista, já foi observada destruindo um ninho de joão-de-barro para se alimentar dos filhotes (Sick, 1997) e ocasionalmente pode capturar saguis nas regiões periféricas entre a mata e o campo ou no cerrado. Embora seja um predador formidável, abatendo uma grande gama de presas, ocasionalmente também pode se alimentar de carniça.

## Reprodução
Constrói seu ninho em escarpas rochosas com galhos secos. Os filhotes são alimentados durante seus primeiros quatro ou cinco meses de vida, sendo que as águias dão preferência à utilização de apenas um mesmo ninho por toda vida.

## Distribuição geográfica
Ocorre das Cordilheira dos Andes até o sul da Argentina e Chile. No Brasil pode ser encontrada no Rio Grande do Sul, Santa Catarina, Paraná, São Paulo, Minas Gerais, Mato Grosso, Pernambuco, Bahia, Maranhão, Piauí, Ceará e Rio Grande do Norte.